# Le Beau mariage
Le Beau Mariage és una pel·lícula francesa dirigida per Éric Rohmer, i estrenada el 1982. És la segona del cicle de "Comèdies i proverbis" (Comédies et proverbes).

## Argument
Sabine, una estudiant d'art de 25 anys, viu amb la seva mare i treballa en una botiga d'antiguitats. Està tenint una aventura amb un home casat, Simon a qui ha decidit deixar quan s'adona que mai se separarà de la seva dona per casar-se amb ella. Sabine decideix buscar un marit. En una festa de noces, la seva amiga Clarisse li presenta a un advocat de 35 anys anomenat Edmond. En un instant, Sabine decideix que Edmond és l'home amb el qual es casarà, però desapareix abans que tinguin oportunitat de parlar. Obsessionada amb la idea de casar-se amb Edmond, Sabine l'acosa, sense adonar-se que el matrimoni és l'última cosa en la ment d'Edmond.

## Repartiment
- Béatrice Romand: Sabine
- André Dussollier: Edmond
- Féodor Atkine: Simon
- Arielle Dombasle: Clarisse, cosina d'Edmond
- Huguette Faget: Maryse, l'antiquària
- Thamila Mezbah: mare de Sabine
- Hervé Duhamel: Frédéric
- Sophie Renoir: Lise, germana de Sabine
- Denise Bailly: la comtessa
- Vincent Gauthier: Claude
- Anne Mercier: la secretària
- Patrick Lambert: el viatger

## Al voltant de la pel·lícula
La pel·lícula se centra en tres personatges: Sabine, Edmond i Clarisse. Sabine, (Béatrice Romand), la protagonista de família modesta que té la voluntat de casar-se per trencar amb la seva vida anterior, i també amb una ntenció d'ascendir socialment. Edmond, André Dussollier, un jove advocat parisenc de classe alta. I el tercer personatge interpretat per l'Arielle Dombasle, amiga de Sabine i cosina d'Edmond que com en el cicle de Contes Morals fa d'enllaç i posa en contacte els dos.
Rohmer, defensor de la independència de l'autor dels films i dels pressupostos ajustats i equilibrats als ingressos previstos en l'exhibició va comptar en aquest llargmetratge amb la col·laboració en la producció del seu amic François Truffaut (Les Fillms du Carrose). El film va ser rodat en 35 mm.

### Comèdies i Proverbis
Després de la sèrie de Contes morals, projectes basats en temes i estructures novel·lesques, el cicle de films que Rohmer anomena Comèdies i Proverbis s'inspira en el teatre. Els personatges es presenten en escena tal com són, actors i espectadors de la seva vida. Les trames giren al voltant de noies joves en recerca de la felicitat, obstaculitzada per la dificultat de trobar correspondència en els amors. Le Beau Mariage és la segona entrega del cicle de Comèdies i Proverbis  d'Éric Rohmer iniciada el 1981 amb La Femme de l'aviateur, i que va continuar amb Pauline à la plage (1983), Les nuits de la pleine lune (1984), Le Rayon vert (1986) i L'Ami de mon amie (1987). Els quatre primers llargmetratges formen un bloc amb una circularitat narrativa comuna on els personatges sempre tornen al punt de partida, tal com li passa a Sabine a Le Beau Mariage.

## Guardons[calcitació]

### Premis
- 1982: Premi Louis Lumière. Grand Prix du cinéma français.
- 1982: Festival de Venècia. Millor interpretació femenina per Béatrice Romand

### Nominacions
- 1982: Festival de Venècia. Nominació Lleó d'Or